# 箕面市立北小学校
箕面市立北小学校（みのおしりつ きた しょうがっこう）は、大阪府箕面市箕面3丁目4番1号にある公立小学校。

## 沿革
- 1945年（昭和20年）4月1日 - 元私立箕面学園の校舎及び施設を村会の決議により買収し、箕面北国民学校として創立開校。[1]
- 1947年（昭和22年）4月1日 - 学制改革により箕面村立箕面北小学校と改称。
- 1948年（昭和23年）1月1日 - 町制施行により、箕面町立箕面北小学校と改称。
- 1956年（昭和31年）12月1日 - 市制施行により、箕面市立箕面北小学校と改称。
- 1968年（昭和43年）4月1日 - 箕面市立北小学校と改称。

## 通学区域
- 箕面市箕面（一部）。

卒業生は箕面市立第二中学校に進学する。

## 交通
- 阪急電車箕面駅より北東へ徒歩10分
- 阪急バス 「北小学校口」より北へ徒歩3分
- 阪急バス 「聖母被昇天学院前」より南へ徒歩3分